# Rafał Brzozowski
Rafał Brzozowski (né le 8 juin 1981) est un chanteur polonais. Sa carrière a commencé par la participation à la première saison de la version polonaise de La Voix en 2011. Il a co-organisé le Concours Eurovision de la chanson junior 2020. Il a été choisi pour représenter la Pologne au Concours Eurovision de la chanson 2021 à Rotterdam avec la chanson The Ride.

## Discographie

### Albums studio
| Titre                                             | Détails                                                                                             |
| ------------------------------------------------- | --------------------------------------------------------------------------------------------------- |
| Tak blisko                                        | - Date de sortie : 7 août 2012 - Format : Téléchargement, CD - Label : Universal Music Polska       |
| Mój czas                                          | - Date de sortie : 30 septembre 2014 - Format : Téléchargement, CD - Label : Universal Music Polska |
| Na święta                                         | - Date de sortie : 25 novembre 2014 - Format : Téléchargement, CD - Label : Universal Music Polska  |
| Borysewicz & Brzozowski (avec Jan Borysewicz)     | - Date de sortie : 27 novembre 2015 - Format : Téléchargement, CD - Label : Universal Music Polska  |
| Moje serce to jest muzyk, czyli polskie standardy | - Date de sortie : 25 novembre 2016 - Format : Téléchargement, CD - Label : Universal Music Polska  |

### Extended plays
| Titre                       | Détails                                                                                             |
| --------------------------- | --------------------------------------------------------------------------------------------------- |
| Tak blisko Remixed          | - Date de sortie : 11 septembre 2012 - Format : Téléchargement, CD - Label : Universal Music Polska |
| Katrina Remixes feat. Liber | - Date de sortie : 29 novembre 2012 - Format : Téléchargement, CD - Label : Universal Music Polska  |

### Singles
| Titre                                      | Année | Album                   |
| ------------------------------------------ | ----- | ----------------------- |
| Tak blisko                                 | 2012  | Tak blisko              |
| Katrina (featuring Liber)                  | 2012  | Tak blisko              |
| Gdy śliczna Panna                          | 2012  | Na święta               |
| Za mały świat                              | 2013  | Tak blisko              |
| Nie mam nic                                | 2013  | Tak blisko              |
| Za chwilę przyjdą święta                   | 2013  | Na święta               |
| Magiczne słowa                             | 2014  | Mój czas                |
| Świat jest nasz                            | 2014  | Mój czas                |
| Linia czasu                                | 2014  | Mój czas                |
| Kto                                        | 2015  | Mój czas                |
| Jeden tydzień                              | 2015  | Mój czas                |
| Słowa na otarcie łez (avec Jan Borysewicz) | 2015  | Borysewicz & Brzozowski |
| Zaczekaj – tyle kłamstw co prawd           | 2016  | Non-album singles       |
| Sky Over Europe                            | 2017  | Non-album singles       |
| Już wiem                                   | 2017  | Non-album singles       |
| Gentleman                                  | 2020  | Non-album singles       |
| The Ride                                   | 2021  | Non-album singles       |